# Oxilit
Oxilitul este un amestec de peroxizi de sodiu (Na2O2) și de potasiu (K2O2) cu unele săruri de cupru sau nichel, care în prezența apei degajă oxigen. Substanța a fost brevetată de chimistul Georges-François Jaubert la începutul secolului al XX-lea.
Este un compus chimic solid, friabil, de culoare albăstruie, care se dizolvă la contactul cu apa, eliberând oxigen. Reacția este violentă și puternic exotermă. Din cauza acestei reactivități, oxilitul trebuie ferit de umiditate. Stocat fără precauții speciale, se rupe în cele din urmă la contactul cu vaporii de apă prezenți în aerul înconjurător. Acest produs nu trebuie să vină în contact cu pielea (ar trebui manipulat numai cu pensete), deoarece efectele sale de deshidratare provoacă arsuri grave.
Oxilitul a fost întrebuințat în regenerarea oxigenului în atmosferele închise, dar și ca produs principal în primele măști de gaze. Russell Grimwade, director de cercetare la Felton, Grimwade & Co (viitoarea Drug Houses of Australia), opina că oxilitul „nu poate concura cu alte procedee de producere a oxigenului; este o chestiune de conveniență”.